# Thomas Briceño
Thomas Felipe Briceño González (16 de septiembre de 1993) es un deportista chileno que compite en judo.
Ganó dos medallas en los Juegos Panamericanos, en los años 2019 y 2023, y cuatro medallas en el Campeonato Panamericano de Judo entre los años 2016 y 2023.

## Palmarés internacional
| Juegos Panamericanos    | Juegos Panamericanos | Juegos Panamericanos | Juegos Panamericanos |
| Año                     | Lugar                | Medalla              | Categoría            |
| ----------------------- | -------------------- | -------------------- | -------------------- |
| 2019                    | Lima (Perú)          | Medalla de oro       | –100 kg              |
| 2023                    | Santiago (Chile)     | Medalla de plata     | –100 kg              |
| Campeonato Panamericano |                      |                      |                      |
| Año                     | Lugar                | Medalla              | Categoría            |
| 2016                    | La Habana (Cuba)     | Medalla de bronce    | –90 kg               |
| 2019                    | Lima (Perú)          | Medalla de bronce    | –100 kg              |
| 2021                    | Guadalajara (México) | Medalla de plata     | –100 kg              |
| 2023                    | Calgary (Canadá)     | Medalla de bronce    | –100 kg              |